# MechWarrior (jogo eletrônico de 1993)
MechWarrior, (conhecido no Japão como BattleTech, バトルテック?), é um jogo de ação em primeira pessoa para o Super NES ambientado no universo BattleTech. O jogo de SNES foi baseado na versão de windows do MechWarrior original, com gráficos atualizados que utilizavam o Modo 7 para as sequências de missão Battlemech em vez dos gráficos 3D de sombreamento plano da versão para windows. 
O jogo foi seguido por uma sequência, MechWarrior 3050, que é jogado de uma visão isométrica. 

## História
Em 3017, a família de um MechWarrior chamado Herras Ragen foi morta por um grupo de militares desonestos chamado "The Dark Wing Lance". Em 3027, jogando como Herras, o jogador luta contra inimigos, tentando encontrar o líder dos desonestos enquanto confia em informações de uma série de contatos e aliados em um bar em um planeta próximo no sistema. No final, o objetivo do jogador é caçar e matar os membros da Dark Wing Lance e vingar as mortes da família de Herras.

## Jogabilidade

### Mechas
Mechwarrior no SNES é incomum por várias razões; uma é que o jogo apresentava um estábulo único de BattleMechs que foram desenvolvidos especificamente para o jogo. Muitos compartilham semelhanças ou são variações claras de BattleMechs de outros jogos, mas outros são completamente únicos. Existem quatro tipos de BattleMechs no jogo; mechs leves, mechs médios, mechs pesados e mechs de assalto. Mechs leves incluem o Wasp e o Spider. O Spider é ágil e normalmente usado para flanquear, e o Wasp tem poderosos jatos de salto. Mechs médios incluem o Pheonix Hawk e o Wolverine. O Phenonix Hawk equilibra todos os elementos e o Wolverine é semelhante, mas é um pouco mais lento e melhor blindado. Mechs pesados incluem o Warhammer e o Battlemaster. Ambos são fortemente blindados e têm uma grande quantidade de poder de fogo. O único mech de assalto é o Atlas, que é o mech mais forte e lento do jogo.

## Recepção
A Super Gamer deu à versão SNES uma pontuação de 88%, afirmando: "O jogo oficial BattleTech faz você lutar contra hordas de robôs gigantes em uma perspectiva atmosférica de primeira pessoa do Modo 7." A Power Unlimited deu ao jogo uma pontuação de 85% escrevendo: "Mechwarrior é baseado em uma fórmula bastante única. É uma pena que reunir informações no início do jogo seja chato e tedioso. No entanto, a ação que se segue depois é excelente." No Internet Game Data Base, BattleMech é avaliado pelo usuário com 6,5 estrelas de 10. No Video Game Geek, BattleMech é avaliado pelo usuário com 5 estrelas de 10.